# Ливрейные компании
Ливрейные компании Лондонского Сити — лондонские торговые ассоциации. Названия почти всех их состоят из слов «Почтенная компания…» (англ. Worshipful Company of ...) с добавлением соответствующего ремесла, торговли или профессии.
Лондонские средневековые гильдии развились в корпорации, ответственные за обучение и регулирование в областях их специализации. В частности, это контроль заработной платы, условий труда и стандарты производства. Подобно большинству средневековых организаций, гильдии или ливрейные компании были обязаны поддерживать строгие связи с Католической церковью (во всяком случае, до периода Реформации) постоянными взносами на религиозные цели, такими как пожертвования на помин души часовням и церквям, соблюдение религиозных праздников с церемониями гостеприимства и знаменитыми мистериями. Большинство ливрейных компаний сохраняет свои связи с церковью и сейчас, хотя их участники могут следовать любой вере или быть атеистами.
Большинство ливрейных компаний сохраняют свою первоначальную специализацию в торговле, ремесле или профессии. Так, «Почтенная компания нотариусов» осуществляет допуск старших членов юридических или связанных профессий, «Почтенная компания аптекарей» вручает дипломы о высшем образовании в некоторых медицинских специальностях, а «Почтенная компания водителей наемных экипажей» включает в себя лицензированных водителей такси, сдавших тест «Знание Лондона». Некоторые компании ограничивают участие членов только теми, кто имеет соответствующие профессиональные дипломы, например «Компания лондонских адвокатов» и «Почтенная компания инженеров». Другие компании, чей бизнес давно исчез, как «Почтенная компания изготовителей луков», эволюционировали в преимущественно благотворительные организации.
В настоящий момент насчитывается 110 лондонских ливрейных компаний. Они играют важную роль в жизни Лондонского Сити, не в последнюю очередь за счет оказания благотворительности и имеющихся возможностей по установлению деловых контактов. «Ливрейные люди» сохраняют права голоса при выборах старших гражданских должностных лиц, таких как Шериф и Лорд-мэр Лондона в Корпорации лондонского Сити, муниципальных властей с древней историей и обширными локальными властными полномочиями.
После того, как «Почтенная компания извозчиков» получила статус ливрейной компании в 1746 году, в течение последующих 180 лет ни одной новой ливрейных компании основано не было. Следующими были только «Достойная компания морского дела мастеров», основанная в 1926 году (получила статус ливрейной в 1932). Компании, созданные после 1926 года, обычно называют общим именем «современных ливрейных компаний». «Почтенная компания изящных наук» получила статус ливрейной последней, 11 февраля 2014 года, став 110 в списке ливрейных компаний в порядке первоочередности.
«Почтенная компания воздушных пилотов» необычна среди прочих ливрейных компаний тем, что имеет действующие региональные комитеты в Австралии, Канаде, Гонконге, Новой Зеландии и США.

## Управление
Ливрейные компании управляются Мастером (также называемым в ряде компаний как Первый надзиратель или Бейлиф), рядом Надзирателей (имеющим различные титулы, такие как Высшие, Средние, Низшие или Арендующие, надзиратели), и Судом помощников (советом директоров), ответственным за бизнес компании и выборы её Мастера и Надзирателей. Генеральный директор именуется Делопроизводитель компании и неизменно является старшим по возрасту постоянным членом компании.
Участники в общем случае делятся на две категории: «свободный человек» и «ливрейный человек». Человек может стать «свободным человеком», иными словами приобрести «свободу компании», выполнением обязательных условий: традиционно, через «отцовское наследие», если любой из родителей был ливрейным человеком компании; через «служение», если он выслужил требуемое количество лет в качестве подмастерья у старшего члена компании; или через «выкуп», через уплату взноса. Большинство ливрейных компаний сохраняют право приема выдающихся людей, особенно в сфере их деятельности, в качестве почетных «свободных людей». «Свободный человек» может достигнуть статуса ливрейного после приобретения «свободы города» Лондонского Сити и утверждения Судом помощников данной компании. Только ливрейные люди имеют право голосовать на ежегодных выборах Лорд-мэра Лондона, шерифов Лондонского Сити и прочих должностных гражданских лиц, включая инспекторов пивных баров и смотрителей мостов.

## Залы ливрейных компаний
В настоящий момент 39 из 110 ливрейных компаний владеют земельными участками в Лондоне. Участком владеет также «Компания лодочников и морских грузчиков», которая не является ливрейной в строгом смысле слова. Все они сохраняют свои штаб-квартиры в работе. Среди наиболее ранних компаний, про которые известно, что у них был свой зал, такие как «Почтенная компания коммерческих портных» и «Почтенная компания золотых дел мастеров» в 14 веке, но ни они, ни какая-либо другая компания не сохранили первоначальных помещений залов. Те, которые пережили Великий лондонский пожар были разрушены в Лондонском блице во время Второй мировой войны.
Старейший сохранившийся до наших дней зал принадлежит «Почтенной компании аптекарей» и относится к 1672. Ряд компаний, которые не имеют собственного зала, делят офисные помещения внутри зала другой компании на полупостоянной основе. Примером могут быть «Почтенная компания производителей зрелищ», которая использует часть зала компании аптекарей и «Почтенная компания корабельных плотников», которая сожительствует с «Почтенной компанией торговцев скобяными изделиями». Многие залы ливрейных компаний могут быть арендованы для деловых и социальных мероприятий. Они довольно популярны для проведения свадеб, разного рода официальных встреч, обедов и ужинов.
Три ливрейные компании, «Почтенная компания стекольщиков и художников по стеклу», «Почтенная компания прачников» и «Почтенная компания производителей научных инструментов», делят зал в Саутуарк (район, входящий в Лондонский боро Саутуарк), вплотную к южной части вне Лондонского Сити. «Почтенная компания оружейников» долгое время базируется в Экспериментальном тире (Proof House), в лондонском боро Тауэр-Хамлетс, а «залом» морского дела мастеров является исторический военный корабль, «Веллингтон» (HMS Wellington), пришвартованный на Темзе, который они делят с компанией нотариусов. Компании без постоянного зала по необходимости арендуют залы других компаний для своих официальных собраний. Эти залы обычно меняются, чтобы дать возможность своим членам и гостям побывать в залах разных компаний.
Синие мемориальные таблички по всему Лондонскому Сити обозначают места, где у компаний прежде были залы. В то время как некоторые ливрейные компании могли бы хотеть получить либо вернуть себе в постоянную собственность свой зал, общепризнанно, что любой рост в общем числе ливрейных компаний неизбежно будет вести к разбавлению использования существующих залов. Существует также некоторая привлекательность в принадлежности к «странствующей» компании.

## Первоочередность
В 1515 суд Олдерменов Лондонского сити установил порядок первоочередности для 48 компаний, существовавших к тому моменту, основываясь на их текущей экономической и политической силе. Топ-12 компаний также известны как «Великие двенадцать ливрейных компаний Сити». В настоящий момент существует 110 ливрейных компаний. Все основанные после 1515 года ранжируются по старшинству создания.
«Почтенная компания коммерческих портных» и «Почтенная компания скорняков» долго спорили о своей первоочередности, и сейчас раз в год (на Пасху) они меняются местами между 6 и 7 позицией. Есть теория, что такое недоразумение является основой для существующей в английском языке поговорки «на шестых и седьмых» (at sixes and sevens), означающей «кто в лес, кто по дрова», «в разладе», «в беспорядке», как это было как минимум однажды указано одним Мастером коммерческих портных; однако, вполне возможно, что фраза существовала до того, как эти две компании (портные и скорняки) решили диспут, возникший из-за того, что им обоим была выдана хартия в 1327 без дожившего до наших дней точного подтверждения, кто получил её первым.

### Список компаний в порядке первоочередности
1. «Почтенная компания торговцев тканями» (общая коммерция)
2. «Почтенная компания бакалейщиков» (поставка еды)
3. «Почтенная компания драпировщиков» (торговля шерстью и тканями)
4. «Почтенная компания торговцев рыбой»
5. «Почтенная компания золотых дел мастеров» (торговля драгоценными металлами в слитках)
6. «Почтенная компания скорняков»[5] (торговля мехом)
7. «Почтенная компания коммерческих портных»[5] (портные)
8. «Почтенная компания галантерейщиков» (торговля одеждой сшитой на заказ и из тонких тканей)
9. «Почтенная компания солевиков» (торговля солью и химикатами)
10. «Почтенная компания торговцев скобяными изделиями»
11. «Почтенная компания виноторговцев» (торговля вином)
12. «Почтенная компания суконщиков»
13. «Почтенная компания красильщиков»
14. «Почтенная компания пивоваров»
15. «Почтенная компания торговцев кожей»
16. «Почтенная компания лудильщиков» (лужение и обработка металлов)
17. «Почтенная компания цирюльников» (включает хирургов и дантистов)
18. «Почтенная компания торговцев ножевыми изделиями» (производители ножей, мечей и кухонной утвари)
19. «Почтенная компания булочников»
20. «Почтенная компания восковых свечных фабрикантов» (производители восковых свечей)
21. «Почтенная компания сальных свечных фабрикантов» (производители сальных свечей)
22. «Почтенная компания бронников и медников» (изготовление доспехов и медные работы)
23. «Почтенная компания изготовителей корсетов» (изготовление ремней и корсетов)
24. «Почтенная компания мясников»
25. «Почтенная компания седельных дел мастеров»
26. «Почтенная компания плотников»
27. «Почтенная компания производителей тонкой обуви» (работники по тонкой коже и изготовители обуви)
28. «Почтенная компания живописцев-маляров»
29. «Почтенная компания дубильщиков» (дубильщики и изготовители кожаной одежды)
30. «Почтенная компания каменщиков»
31. «Почтенная компания водопроводчиков»
32. «Почтенная компания трактирщиков» (содержание таверн)
33. «Почтенная компания литейщиков» (металлическое плавление и литье)
34. «Почтенная компания торговцев домашней дичью и птицей»
35. «Почтенная компания поваров»
36. «Почтенная компания бондарей» (изготовление бочек и бочонков)
37. «Почтенная компания строителей из черепицы и кирпича» (строительство)
38. «Почтенная компания изготовителей луков» (изготовление длинных луков)
39. «Почтенная компания изготовителей стрел»
40. «Почтенная компания кузнецов»
41. «Почтенная компания столяров и сборщиков обшивки» (работы по дереву)
42. «Почтенная компания ткачей»
43. «Почтенная компания торговцев шерстью»
44. «Почтенная компания нотариусов» (судебные секретари и общественные нотариусы)
45. «Почтенная компания торговцев фруктами»
46. «Почтенная компания штукатуров»
47. «Почтенная компания торговцев канцелярскими принадлежностями и изготовителей газет» (журналисты и издатели)
48. «Почтенная компания вышивальщиков»
49. «Почтенная компания обойщиков»
50. «Почтенная компания музыкантов»
51. «Почтенная компания токарей»
52. «Почтенная компания корзинщиков»
53. «Почтенная компания стекольщиков и художников по стеклу»
54. «Почтенная компания резчиков по рогу» (резьба по рогу и скульптура)
55. «Почтенная компания ковочных кузнецов» (изготовители подков и лошадиные ветеринары)
56. «Почтенная компания мостильщиков» (мостильщики дорог и магистралей)
57. «Почтенная компания шорников» (производство наезднических принадлежностей, уздечек и шпор)
58. «Почтенная компания аптекарей» (врачи и фармацевты)
59. «Почтенная компания корабельных плотников» (профессионалы в строительстве кораблей и морском деле)
60. «Почтенная компания производителей зрелищ»
61. «Почтенная компания производителей часов»
62. «Почтенная компания перчаточников»
63. «Почтенная компания валяльщиков» (производители шляп)
64. «Почтенная компания каркасных вязальщиков»
65. «Почтенная компания производителей иголок»
66. «Почтенная компания садовников»
67. «Почтенная компания работников по белой жести»
68. «Почтенная компания колесных мастеров»
69. «Почтенная компания винокуров»
70. «Почтенная компания изготовителей грубых башмаков» (изготовители деревянной обуви)
71. «Почтенная компания продавцов стекла»
72. «Почтенная компания изготовителей кузовов и упряжи для карет»
73. «Почтенная компания оружейников»
74. «Почтенная компания изготовителей золотой и серебряной проволоки» (изготовление нитей для военной и гражданской одежды)
75. «Почтенная компания изготовителей игральных карт»
76. «Почтенная компания изготовителей вееров»
77. «Почтенная компания извозчиков» (водители автомобилей)
78. «Достойная компания морского дела мастеров»
79. «Компания лондонских адвокатов» (юристы)
80. «Почтенная компания фермеров»
81. «Достойная компания воздушных пилотов[англ.]»
82. «Почтенная компания изготовителей табачных трубок и табачных смесей»
83. «Почтенная компания мебельщиков»
84. «Почтенная компания производителей научных инструментов»
85. «Почтенная компания дипломированных землемеров»
86. «Почтенная компания дипломированных бухгалтеров в Англии и Уэльсе»
87. «Почтенная компания дипломированных секретарей и администраторов»
88. «Почтенная компания строительной коммерции»
89. «Почтенная компания прачников»
90. «Почтенная компания торговцев»
91. «Почтенная компания актуариев»
92. «Почтенная компания страховщиков»
93. «Почтенная компания третейских судей»
94. «Почтенная компания инженеров»
95. «Почтенная компания топливозаправщиков»
96. «Почтенная компания торговцев светом» (поставщики электрического освещения)
97. «Почтенная компания чистильщиков окружающей среды»
98. «Почтенная компания дипломированных архитекторов»
99. «Почтенная компания конструкторов»
100. «Почтенная компания информационных технологий»
101. «Почтенная компания участников мировой торговли»
102. «Почтенная компания защитников сохранности воды»
103. «Почтенная компания пожарных»
104. «Почтенная компания водителей наемных экипажей» (лицензированные водители такси)
105. «Почтенная компания консультантов по вопросам управления»
106. «Почтенная компания международных банкиров»
107. «Почтенная компания налоговых советников»
108. «Почтенная компания профессионалов по безопасности»
109. «Почтенная компания педагогов»
110. «Почтенная компания изящных наук»

### Компании Сити, не имеющие статуса ливрейных
- «Почтенная компания церковных клерков»
- «Компания лодочников и морских грузчиков»
- «Гильдия практикующих специалистов по связям с общественностью»

Ни «Компания церковных клерков», ни «Компания лодочников» никогда не подавали прошений на получение статуса ливрейных, что уже стало долговременной традицией Сити. Компания лодочников и морских грузчиков" была основана парламентским актом 1555 года для контроля лодочников по реке Темза, ответственных за доставку грузов и пассажиров. По настоящий момент это единственная гильдия Сити, основанная актом парламента.
Гильдия, признаваемая Судом олдерменов как лондонская гильдия, может обратиться в Суд для того, чтобы стать «компанией без ливреи». По прошествии неопределенного числа лет такая компания может подать прошение Суду олдерменов за статусом ливрейной, и в случае одобрения впоследствии использовать почетную приставку к названию «Почтенная компания».

### Другие гильдии, желающие достичь статуса ливрейных
- Гильдия предпринимателей.
- «Ливрейный клуб Сити» и «Гильдия свободных людей Лондонского Сити», хотя и не являются ливрейными компаниями, — весьма популярные клубы среди сообщества Сити.

### Гильдийские поместья
Корпорация лондонского Сити является владельцами трех поместий в Саутуарке (Гильдийское поместье, Королевское поместье и Великая вольность), древние поместные суды, включающие в себя ассоциацию присяжных. Эти «гильдийские поместья» (с учётом их собственности) продолжают находиться под действием Судейского акта 1977 г.